# Salto em grandes alturas no Campeonato Mundial de Esportes Aquáticos de 2013 - Masculino
A prova masculina do Salto em grandes alturas no Campeonato Mundial de Esportes Aquáticos de 2013 foi realizada entre os dias 29 de julho e 31 de julho no Port Vell em Barcelona.  A competição foi dividida em cinco rodadas com saltos de 27 m

## Medalhistas
| Ouro                | Prata           | Bronze                 |
| Orlando Duque (COL) | Gary Hunt (GBR) | Jonathan Paredes (MEX) |

## Resultados
A primeira e a segunda rodada ocorreram no dia 29 de julho ás 16:00 a terceira, quarta e prova final ocorreram dia 31 de julho ás 16:00.
| Pos.              | Nadador             | Nacionalidade  | Rodada 1 | Rodada 2 | Rodada 3 | Rodada 4 | Rodada 5 | Total  |
| ----------------- | ------------------- | -------------- | -------- | -------- | -------- | -------- | -------- | ------ |
| Medalha de ouro   | Orlando Duque       | Colômbia       | 106.40   | 110.70   | 100.70   | 129.60   | 142.80   | 590.20 |
| Medalha de prata  | Gary Hunt           | Reino Unido    | 106.40   | 106.60   | 102.60   | 170.10   | 103.60   | 589.30 |
| Medalha de bronze | Jonathan Paredes    | México         | 102.60   | 110.70   | 102.60   | 129.85   | 132.60   | 578.35 |
| 4                 | Michal Navrátil     | Chéquia        | 102.60   | 104.55   | 98.80    | 115.15   | 119.60   | 540.70 |
| 5                 | Matthew Cowen       | Reino Unido    | 95.00    | 102.50   | 96.90    | 135.20   | 110.00   | 539.60 |
| 6                 | Artem Silchenko     | Rússia         | 95.00    | 120.95   | 102.60   | 128.80   | 73.20    | 520.55 |
| 7                 | Anatoliy Shabotenko | Ucrânia        | 85.50    | 73.80    | 102.60   | 127.50   | 109.20   | 498.60 |
| 8                 | Kris Kolanus        | Polónia        | 85.50    | 67.65    | 88.20    | 107.80   | 120.00   | 469.15 |
| 9                 | Steve LoBue         | Estados Unidos | 102.60   | 98.40    | 70.30    | 79.30    | 95.20    | 445.80 |
| 10                | Blake Aldridge      | Reino Unido    | 83.60    | 90.20    | 91.20    | 91.35    | 86.80    | 443.15 |
| 11                | Kent DeMond         | Estados Unidos | 85.50    | 86.10    | 85.50    | 88.20    | 75.40    | 420.70 |
| 12                | Cyrille Oumedjkane  | França         | 62.70    | 92.25    | 79.80    | 93.60    | 75.00    | 403.35 |
| 13                | Jorge Ferzuli       | México         | 83.60    | 12.00    | 64.80    | 95.00    | 100.80   | 356.20 |